# メートル時間
メートル時間（メートルじかん、metric time）とは、時間間隔の計測にメートル法の考え方を適用し、秒のみを時間の基本単位として、それにSI接頭語をつけた分量・倍量単位（ミリ秒、キロ秒、メガ秒など）で表現しようとするものである。
時刻の表現を十進化しようとする十進化時間とは異なるが、しばしば混同される。

## 歴史
「秒」(second)は十進化メートル法の一部ではあるが、その定義と名前は六十進法に由来する。シュメール人やバビロニア人は、1時間を60分割してminute（分）、分を60分割してsecond（秒）、秒を60分割してthirdを定義した。"minute"という語はラテン語のpars minuta prima（第1の小片、first small part）に由来し、"second"はpars minuta secunda（第2の小片、second small part）に由来する。
1795年にフランスで最初に導入された時のメートル法には、長さ・面積・体積（乾量・液量）・重量（質量）および通貨の単位が含まれていたが、時間の単位は含まれていなかった。その2年前の1793年からフランスで時刻の表現に十進化時間が導入されていたが、これにはメートル法のような接頭語を基本単位の前につける方法は採用されなかった。
1874年、イギリスのジェームズ・クラーク・マクスウェルとエリフ・トムソンが、電磁気学の単位を定義するためにメートル法と秒を組み合わせたCGS単位系を紹介し、1832年にカール・フリードリヒ・ガウスがそれを推薦した。
平均太陽日の1/86400と定義されていた暦表秒は、1954年の第10回国際度量衡総会で採択された国際単位系(SI)の当初からの基本単位の1つとなった。SIにおける秒の定義は、後にセシウム原子時計に基づく普遍的なものに変更された。

## 過去の単位
メートル時間の基本単位として、過去に様々な提案があった。
1794年3月28日、メートル法を制定する委員会の委員長であったジョゼフ＝ルイ・ラグランジュは、委員会への報告書の中でdéci-jour（デシ日）とcenti-jour（センチ日）という単位を提唱した。これは、1日の1/10、1/100を時間の単位とするものである。しかし、その提案は、面識と慣れの欠如から、受け入れられることはなかった。
1日の10万分の1（0.864秒）を「十進化秒 (decimal second)」とする提案もある。しかし、「秒」のいかなる再検討も、既存の単位との競合を引き起こす。例えば、ラグランジュが提唱した、1日の100分の1と定義される「センチ日」は、漢字文化圏で千年以上用いられてきた刻と同じである。
19世紀、フランスのJoseph de Rey-Pailhadeが、センチ日をcéとし、1 cé = 10 decicé = 100 centicé = 1000 millicé = 10000 dimicésとする単位を提唱した。
1897年、フランス経度局に数学者アンリ・ポアンカレを幹事とする「十進化時間委員会」(Commission de décimalisation du temps)が設置された。委員会は「時」を基本単位とすることを提案したが、受け入れられず、結局断念された。
スウォッチ・インターネットタイムは、1000分の1日を「ビート」とするものであるが、国際単位系のSI接頭語は用いられない。

## 他の意味
「メートル時間」という言葉は十進化時間と同義として用いられることがある。メートル時間は時間間隔の計測に用いるのに対し、十進化時間は時刻の表現に関するものである。
通常、時刻の表現には24時間制または12時間制が用いられる。この時刻の表現は、現在では日ではなくメートル法（SI）の秒を基本単位としている。提案されている十進化時間は日を基準としている。日はSI併用単位であり、そのような十進化時間は真の意味で「メートル法化」されたもの（メートル時間）とは言えない。
フランスでかつて用いられていた十進化時間はしばしば「メートル時間」と呼ばれる。これは、メートル法導入期と同時期に使われていたことと、どちらも十進法に基づいていることによる。実際、最初にメートル法の単位と接頭語を定めた1795年4月7日の法令では、接頭語を用いていない十進化された「時」「分」「秒」と呼ばれる時間の単位の使用を停止している。

## コンピュータでの利用
コンピュータのシステム時刻では、メートル時間が広く使用されている。UNIX時間は、1970年1月1日午前0時0分0秒（世界協定時）からの経過秒数として表される。マイクロソフトのFILETIME構造体は、1601年1月1日からの100ナノ秒単位の経過時間を表す。VAX/VMSは修正ユリウス日が0となる1858年11月17日からの100ナノ秒単位での経過時間、RISC OSは1900年1月1日からのセンチ秒（10ミリ秒）単位での経過時間を使用している。
これらのシステムのいずれも、閏秒では不連続となり、正確に線形ではない。

## 秒の分割
SI接頭語をつけた秒の倍量単位はあまり用いられないが、特に科学や技術の分野で、秒の分量単位はよく用いられている。ミリ秒、マイクロ秒、ナノ秒などであるが、センチ秒はあまり用いられない。

## 問題
SI接頭語だけを用いて時間を表現する場合に、大きな問題がある。国際単位系では倍量・分量それぞれにSI接頭語を定めている。最初の3つは10倍ごとであり、秒に適用すると以下のようになる。
| 倍数 | 単位         | 秒    | 分     |
| ---- | ------------ | ----- | ------ |
| 101  | デカ秒(das)  | 10    | 0.166  |
| 102  | ヘクト秒(hs) | 100   | 1.666  |
| 103  | キロ秒(ks)   | 1 000 | 16.666 |

しかし、それ以降の接頭語は1000倍ごとである。そのため、16.7分の次が11.6日、11.6日の次が31.7年と間隔が非常に開いてしまい、人間の活動の計測には非実用的である。
| 倍数 | 単位       | 秒            | 分             | 時間        | 日         | 年     |
| ---- | ---------- | ------------- | -------------- | ----------- | ---------- | ------ |
| 106  | メガ秒(Ms) | 1 000 000     | 16 666.666     | 277.777     | 11.574     | 0.032  |
| 109  | ギガ秒(Gs) | 1 000 000 000 | 16 666 666.666 | 277 777.777 | 11 574.074 | 31.688 |

これを実用的なものにするには、10の4乗・5乗倍の接頭語を導入する必要がある。過去には、10の4乗倍を表す「ミリア」という接頭語があったが、1960年にSIが採択された時にミリアは採用されなかった。10の5乗倍を表す接頭語は過去にも存在しないが、105秒は約27.8時間と、1日の長さ（24時間）に近い値になっている。
| 倍数 | 単位          | 秒      | 分      | 時間  | 日    |
| ---- | ------------- | ------- | ------- | ----- | ----- |
| 104  | ミリア秒(mys) | 10 000  | 166.6   | 2.777 | 0.116 |
| 105  | -             | 100 000 | 1 666.6 | 27.77 | 1.157 |